# محاصره کرمان
محاصرهٔ کرمان در سال ۱۱۷۳ هجری شمسی (۱۲۰۸ هجری قمری یا در ماه محرم سال ۱۲۰۹ ه‍.ق - ۱۷۹۴ میلادی)، توسط آقامحمدخان قاجار و به خون‌خواهی مشتاق علی‌شاه آغاز گشت. پس از آغاز محاصره، آقامحمدخان تلاش کرد تا از موانع عبور و کرمان را فتح کنند؛ از جمله این تلاش‌ها می‌توان از به توپ بستن حصار کرمان و حفر نقب برای انفجار دیوار شهر نام برد.
آقامحمدخان پس از محاصره کرمان تصمیم گرفت با توپ‌هایی که به همراه خود آورده بود حصار شهر را ویران کند، به علت روش خاص ساخت حصار در ایران که قسمت‌های تحتانی دیوار ضخیم‌تر از قسمت‌های فوقانی ساخته می‌شد و مدافع می‌توانست قسمت‌های فوقانی آسیب‌دیده را به سرعت ترمیم کند، این طرح بی‌نتیجه ماند.
پس از این آقامحمدخان به فکر افتاد تا با حفر نقب افراد خود را به زیر دیوار شهر رسانده و با انفجار باروت دیوار شهر را تخریب و وسیله ورود به کرمان را مهیا نماید. افراد آقامحمدخان با تلاش بی‌وقفه و شبانه‌روزی موفق شدند نقب را تا زیر دیوار کرمان گسترش دهند اما تعداد ۱۰۰ نفر از سربازان لطفعلی‌خان زند به وسیله باروت نقب را از بین بردند و این تلاش خان قاجار نیز بی‌ثمر ماند.
در نهایت تصمیم بر این شد تا آن‌قدر شهر را تحت محاصره نگه دارند، تا قحطی و گرسنگی اهالی را مجبور به تسلیم کند.

### قحطی
عدم توجه لطفعلی‌خان به توصیه‌ها و پیشنهادهای کارشناسان اقتصادی مبنی بر امکان به درازا کشیده شدن محاصره و کمبود آذوقه سبب شد تا کرمان طی محاصره دچار قحطی شود. پس از آغاز محاصره کرمان آقامحمدخان دستور داد تمام قنواتی که آبشان به کرمان می‌رسد را کور کنند تا مردم کرمان دچار تشنگی و بی‌آبی شوند اما لطفعلی‌خان این مورد را پیش‌بینی کرده بود و دستور داده بود چاه‌ها و قنواتی در شهر حفر کنند تا مردم کرمان طی مدت محاصره از حیث آب در مضیقه نباشند. در این دوران، مجتهد کرمان نامه‌ای به آقامحمدخان نوشته و در آن از وی خواست تا اجازه دهد ۹ یا ۱۰ هزار نفر از غربا ساکن در کرمان به دیار خود برگشته و از قحطی و گرسنگی رهایی یابند، با این‌که انتظار نمی‌رفت آقامحمدخان با این خواسته موافقت کند زیرا از لحاظ جنگی به ضررش بود اما از آنجایی که خود را فردی متدین و اهل فضل می‌دانست با این خواسته موافقت کرده و به خط خودش نامه‌ای در پاسخ به این خواسته نگاشته و برای مجتهد کرمان فرستاد.
مردمی که موفق نشدند از کرمان خارج شوند وضعشان به قدری بد شده بود که از شدت گرسنگی لاشه اموات را می‌خوردند و چیزهایی چون تراشه‌های نجاری، هسته خرما و برگ درختان نیز تبدیل به خوراک معمولشان شده بود.

### تحریک آقامحمدخان
یکی از عوامل شکل‌گیری این رخداد تحریک آقامحمدخان توسط لطفعلی‌خان زند و اطرافیانش بود. از جمله این تحریکات، مسخره کردن شاه قاجار و شعله‌ور ساختن بیش از پیش آتش کینهٔ وی بود. هر شامگاه مردم و زنان کرمانی از فراز برج‌های متصل به دروازه اشعاری در هجو آقامحمدخان می‌خواندند و خواجگی وی را مورد تمسخر قرار می‌دادند. همچنین این عمل و اقدام لطفعلی‌خان در ضرب سکه به نام خود سبب شد تا آقامحمدخان که در دربار کریم‌خان زند به دیوانگی مشهور بود چشمان فرزند هفت ساله لطفعلی‌خان که «فتح‌الله» نام داشت را با دستانش درآورده و سرش را ببرد. در نهایت در سال ۱۲۰۶ هـ. ق و با سنگسار شدن مشتاق علی‌شاه کرمانی به دست علما در کرمان، آخرین تیر به سمت آقامحمدخان شلیک شده و او تصمیم گرفت به هر قیمتی که شده کرمان را تسخیر کند.

### اشتباهات لطفعلی‌خان
یکی دیگر از عوامل اثرگذار در این کشتار اشتباهات پی‌درپی لطفعلی‌خان زند بود. موارد زیر، فهرست مهم‌ترین اشتباهاتی است که وی مرتکب شد.
- یکی از اشتباهات وی تعدی به دوستداران و هواخواهان آقامحمدخان بود. وی فهرستی از دوستداران آقامحمدخان تهیه و دستور مصادره اموال و دستگیری و قتل آنان را صادر کرد، از جمله این افراد آقاعلی کرمانی، یکی از یاران آقامحمدخان بود که به دستور لطفعلی فرزندانش زندانی و دو دخترش بر خلاف رسومات اسلامی آن دوره که ازدواج را بدون اذن پدر باطل می‌دانست به عقد خود و عمویش درآورد.[۱۱]
- پیش از آغاز درگیری‌ها کارشناسان اقتصادی به لطفعلی هشدار دادند که ممکن است محاصره به درازا بکشد و شهر با کمبود آذوقه روبرو شود بنابراین بهتر است به اندازه کافی گندم و مایحتاج عمومی از اطراف تهیه و در انبارهای شهر ذخیره کنیم اما لطفعلی‌خان با گفتن اینکه ممکن است این کار، سر و صدا به پا کرده و مردم وحشت‌زده شوند با این پیشنهاد مخالفت کرد.[۱۲]
- لطفعلی‌خان زند پس از اینکه خیانت «قاسم‌خان جوپاری» که یکی از فرماندهان نظامی شهر بود ثابت شد حکم اعدام وی را صادر کرد غافل از اینکه نیمی از تفنگچیان زبده شهر که دارای پست‌های کلیدی هستند از خویشان قاسم‌خان و اهل جوپار و ماهان هستند، وی حتی پس از این دستور خویشان قاسم‌خان را از پست‌های کلیدی عزل نکرد و همین غفلت باعث شد تا نگهبانان حصار شرقی شهر که از خویشان قاسم‌خان بودند، در حصار رخنه ایجاد کرده و راه ورود احمدخان ماکویی و سایر لشکریان آقامحمدخان را به شهر هموار کردند.[۱۳]
- لطفعلی‌خان زند با تکیه بر اطلاعات ناکافی و اندک خود قصد رویارویی با آقامحمدخان را داشت، این ناآگاهی به حدی بود که خود وی در آخرین روزهای مقاومت کرمان که نشانه‌های سقوط هویدا شده بود گفت:

من هرگز تصور نمی‌کردم آقامحمدخان با این همه لشکر به ما حمله کند و نیز فکر نمی‌کردم او شخصاً فرماندهی سپاه را به عهده بگیرد و شخصاً در جمع مهاجمین حضور یابد.

### سرانجام
محاصره تا جایی پیش رفت که بیش از نیمی از ساکنان شهر، کشته شدند. در زمانی که نیروهای خان قاجار به ناچار در تدارک عقب‌نشینی بازگشت بودند، یکی از سرداران به نام نجفقلی‌خان توافق کرد تا دسته‌ای از قشون قاجاری را از طریق یکی از سنگرهای تحت حفاظتش وارد شهر کند و این دسته با باز کردن دروازه‌ای که ساختمانی ناقص داشت شرایط ورود تمام سپاهیان به شهر را هموار ساختند. پس از افتادن شهر به دست ارتش خان قاجار، لطفعلی‌خان به همراه عده‌ای از یاران وفادار خود به شهر بم گریخت. معروف است آقامحمدخان قاجار پس از فتح شهر کرمان دستور کور کردن تمام مردان شهر و تجاوز به ۸ هزار تن از زنان و دختران کرمان را صادر کرد.